# Strandesia meadensis
Strandesia meadensis är en kräftdjursart som först beskrevs av Gutentag och Benson 1962.  Strandesia meadensis ingår i släktet Strandesia och familjen Cyprididae. Inga underarter finns listade i Catalogue of Life.